# Montélimar
 Montélimar  (en occitano Montelaimar) es una localidad y comuna de Francia, en la región de Ródano-Alpes, departamento de Drôme, en el distrito de Nyons (hasta enero de 2006 pertenecía al distrito de Valence). Es cabecera de dos cantones: Montélimar 1 y Montélimar 2.
Su población en el censo de 2009 era de 35.988 habitantes. Su aglomeración urbana —que incluye además las comunas de Le Teil y Rochemaure en Ardèche, y Montboucher-sur-Jabron y Ancône en Drôme— tiene una población de 47.584.
Está integrada en la Communauté de communes Sésame.
Es conocida por su nougat y por ser una de las ciudades más cálidas de Francia.

## Geografía
Montélimar está ubicado en el centro del valle del Ródano, en la confluencia de los ríos Jabron y Roubion, sobre los promontorios de Gery y de Narbonne, desde donde se controla una parte de la llanura del valle del Ródano.
Es una ciudad turística ubicada en la puerta de entrada a la Provenza, cerca de las gargantas del Ardèche, a los pies de los montes alpinos del Vercors.
Por carretera está a unos 40 minutos de Valence, a 1 hora de  Aviñón, a 1 h 30 min de Lyon y los Alpes, Marsella, Grenoble, Montpellier y el mar Mediterráneo.
La cuenca de Montélimar se extiende desde el desfiladero de Cruas-Meysse al norte hasta el desfiladero de Donzère al sur, y las llanuras de Valdaine y sus estribaciones.

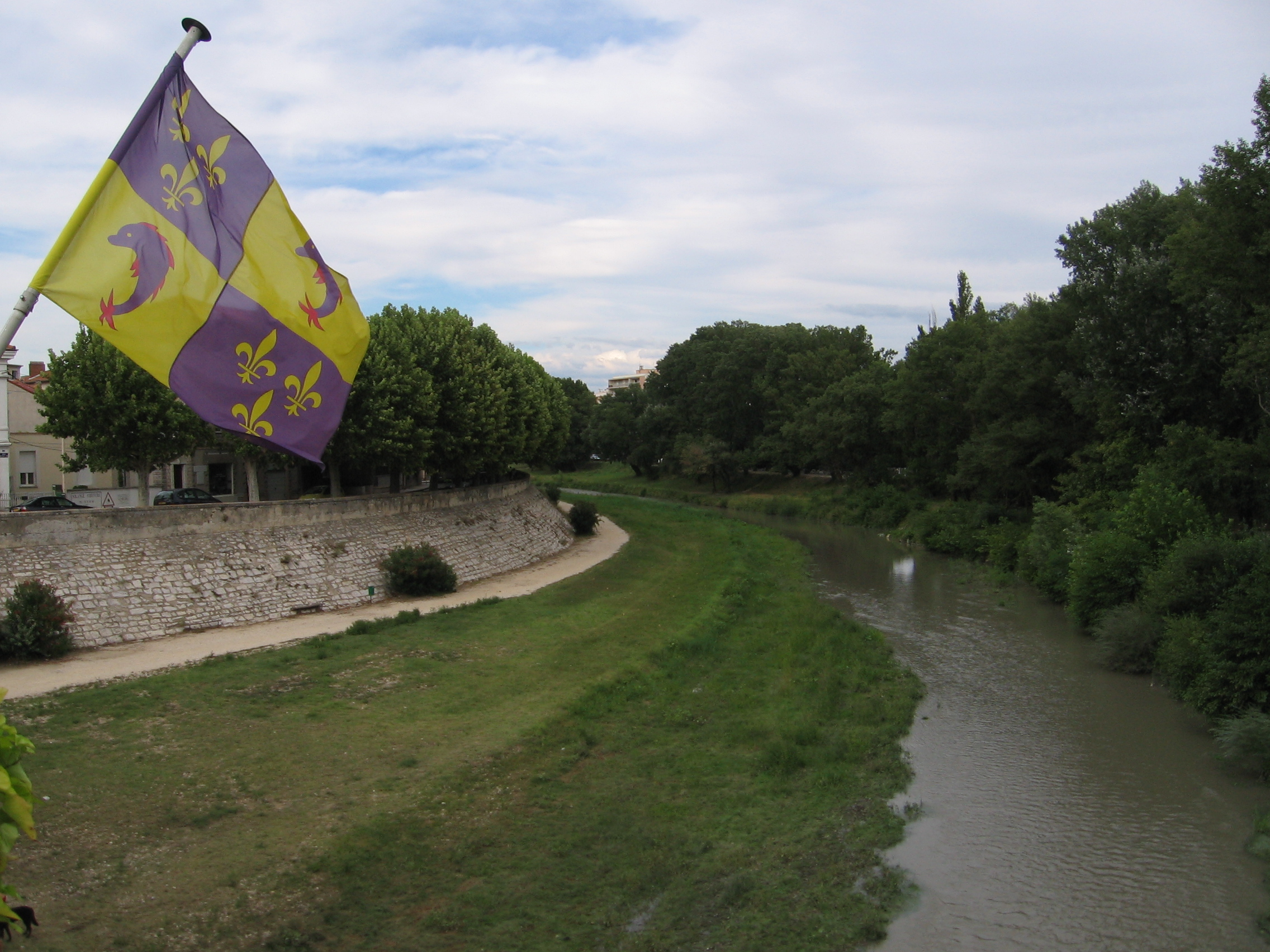
El río Roubion, afluente del Ródano, a su paso por Montélimar. En el ángulo superior, la bandera regional del Delfinado.

Montélimar, que es una de las principales ciudades de la región del Delfinado, está considerada la puerta norte de la Provenza. Su ecosistema es una mezcla de las regiones del Delfinado y de la Provenza.

### Demografía
| 6 240 | 6 320 | 5 864 | 7 161 | 7 560 | 7 966 | 8 245 | 9 445 | 9 362 | 11 523 | 12 044 | 11 100 | 11 122 | 11 946 | 12 894 | 14 014 | 13 764 | 13 741 | 13 351 | 13 554 | 13 281 | 11 716 | 11 210 | 13 696 | 15 187 | 15 972 | 16 639 | 19 999 | 26 748 | 28 058 | 29 161 | 29 982 | 31 344 | 34 636 |
| Para los censos de 1962 a 1999 la población legal corresponde a la población sin duplicidades (Fuente: INSEE [Consultar]) |       |       |       |       |       |       |       |       |        |        |        |        |        |        |        |        |        |        |        |        |        |        |        |        |        |        |        |        |        |        |        |        |        |

## Historia

### Prehistoria
La presencia humana en el emplazamiento de Montélimar es muy antigua. Los primeros rastros son un conjunto de sílex tallados que datan de hace aproximadamente 50.000 años (época del musteriense).
El sitio de Gournier está ocupado a partir del 6.000 A.C. (mesolítico). La civilización chasséenne se desarrolla allí a partir de -3.600 años. Gournier es uno de los lugares notables.

### Antigüedad
Después de la llegada de los celtas, Montélimar forma parte del territorio de los "Ségovélaunos". La capital de este pueblo celta es situada sobre ambos promontorios de la ciudad: el oppidum de Géry, lugar de la antigua confluencia de Jabron y de Roubion, y sobre la extremidad de la costa de "Narbonne".
En 40 después de J.-C., los romanos construyen la " vía Agrippa ", antepasado de la carretera Nacional 7, que úne en aquella época Lyon con Arlés, jalonando el río Ródano y pasando por Montélimar. La ciudad es entonces sólo una pequeña aldea llamada ACUNUM o MANSIO ACUNUM (Aygu). Bajo la influencia de la dominación romana en el siglo I a. C., el emplazamiento de Géry (Durio de su nombre latino) está progresivamente abandonado en provecho de la ciudad nueva en el emplazamiento del centro de la ciudad actual de Montélimar. La ciudad es una parada de camino instalada cerca del puente sobre Roubion. Y la Vía Agrippa sirve de esquema directivo en la ciudad para desarrollarse: encontramos allí un foro, una basílica civil y unas termas. La pequeña ciudad es alimentada agua por tres acueductos, de los cuales uno cubre las necesidades delestablecimiento termal de Bondonneau donde se encontró una centena de pequeñas piscinas.
Durante las grandes invasiones bárbaras, la ciudad va a separarse en dos entidades distintas: la ciudad nueva alrededor del foro y del promontorio de Narbonne y Acunum que va a fortificar el puente sobre el río Roubion.

### Edad Media
Durante varios siglos sobre los que pocas cosas sabemos, la región de Montélimar es pasada de manos a manos (reino Burgondio, reino Franco, Condes de Valentinois, reino de Provenza). A partir de Ve siglo, las reiteradas invasiones bárbaras apartan la influencia de Roma y diluyen el poder central. Comienza un período largo cuando las grandes familias terratenientes imponen su propia ley durante varios siglos.

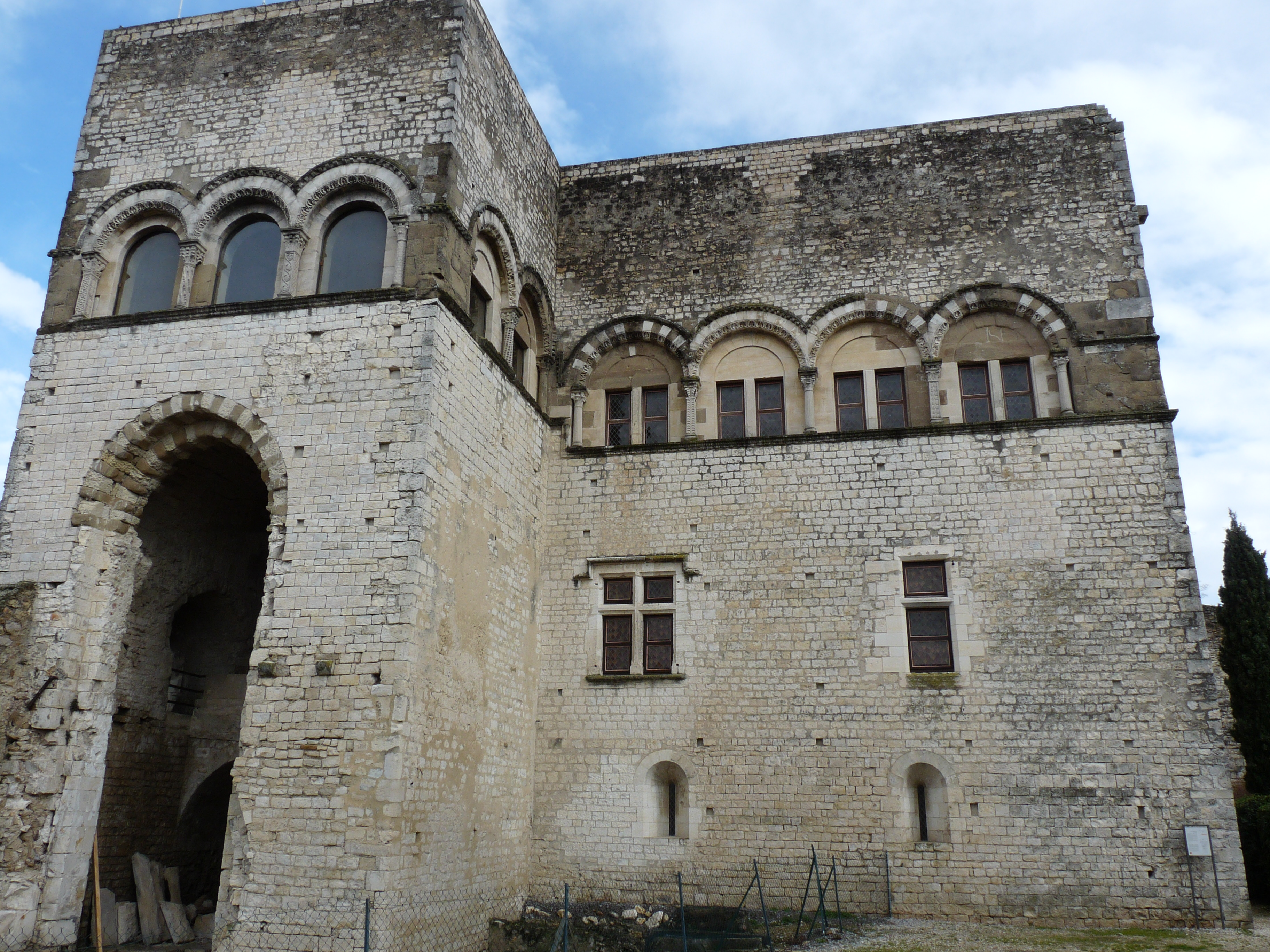
Castillo de los Adhémar, fachada oeste, en Montélimar.

A finales del siglo XI, vemos aparecer la familia de Adhémar, sin duda originaria de Royans y quien poco a poco sienta su autoridad en la región. Guillaume-Huges d' Adhémar es el primer señor de Montélimar (" señor de Monteil "). Es el hermano de Adhémar de Monteil, obispo del Puy y legado del papa para la primera cruzada. La familia reinará sobre la región de Montélimar hasta el siglo XIII. La estirpe de los Adhémar hacen construir su palacio (siglo XII) sobre el promontorio de Narbonne en el sitio de un viejo castillo. Se citarà su castillo y residencia como el "MONTELIUM ADHEMARI" (el pequeño monte de Adhémar), en referencia a la colina dónde ha sido edificada. También, los Adhémar, en el siglo XI van a construir alrededor de su feudo de numerosos castillos (Grignan, Châteauneuf-du-Rhône, Rochemaure y Garde-Adhémar). El señorío contará en la épocas de su apogeo con una treintena de castillos.
En 1198 el señorío es compartido entre dos hermanos, Giraud y Lambert d' Adhémar. Desde el medio del siglo XII, la ciudad de D' Adhémar es designada bajo el nombre de "Monteil des Aimar" (en provenzal montículo de los Adhemar). La forma definitiva Montélimar data de 1328. En 1328, el nombre de "Montelilmart" es oficialmente adoptado, que se transformará en el curso del tiempo en "Montélimar". A partir de entonces, diversos conflictos hacen rápidamente perderles su autonomía a los señores de Adhémar.

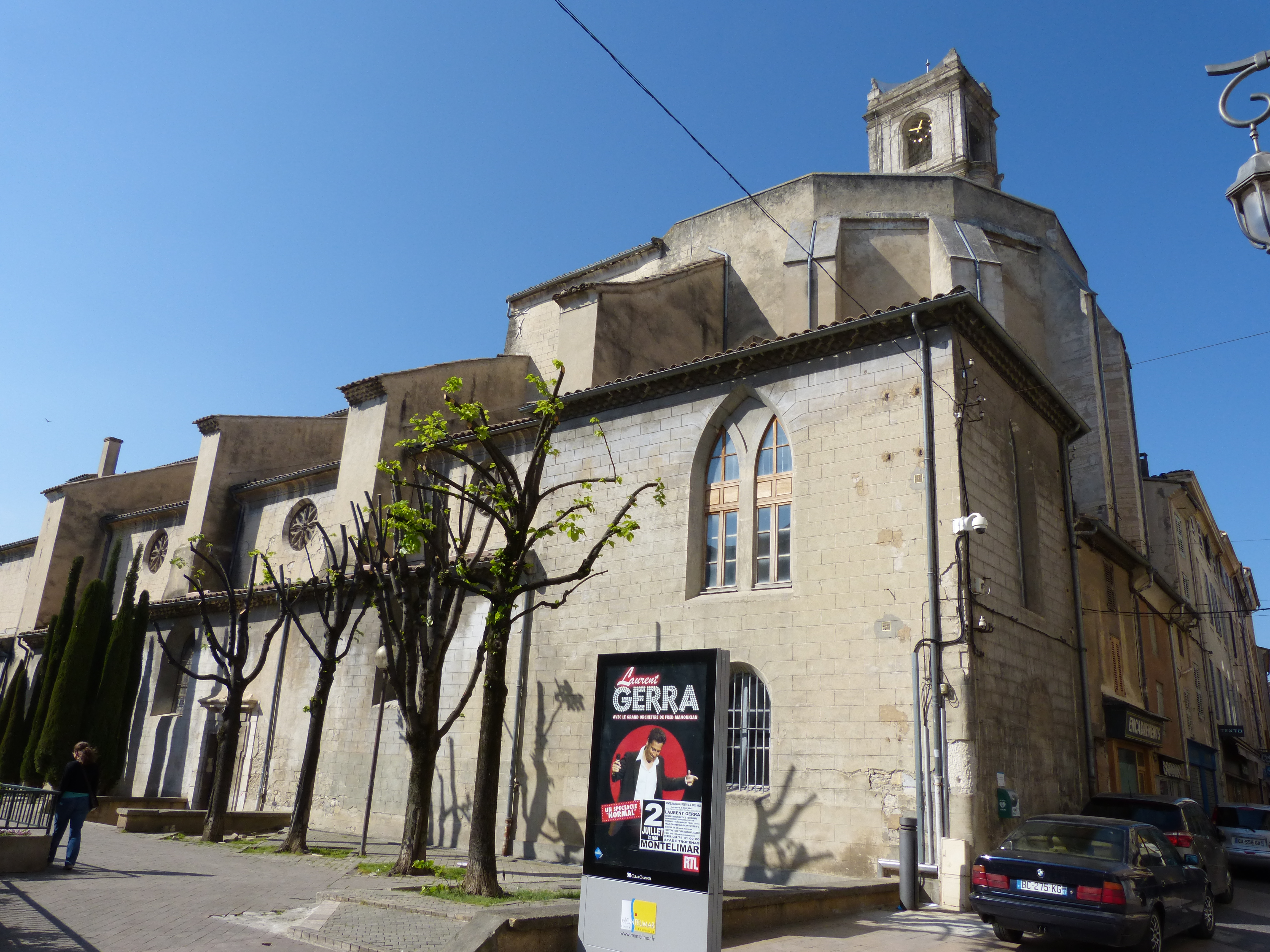
Colegiata de la Santa Cruz en Montélimar.

En 1365 una parte de la ciudad (que es un co-señorío) paso bajo la protección del papado, que por aquel entonces residían en la cercana ciudad de Aviñón. El papa hace renovar el palacio señorial y mantener las murallas.

### Del renacimiento a la Revolución
En 1447 es el delfín (infante), el futuro Luis XI quien se hace dueño de la ciudad y de su castillo. En el siglo XV, la ciudad es relacionada con la Corona de Francia. La amante favorita de rey Enrique II, Diana de Poitiers se instala en Montélimar en 1549. La riquísima y poderosa duquesa habita una bella morada familiar hoy llamada Casa Diane de Poitiers, y que queda uno de los vestigios principales del centro de la ciudad actual.
La Reforma protestante, instituida en reacción a los abusos de la Iglesia católica desde el Medievo, también marca la renovación de la fe e intenta procurar volver al origen de las prácticas cristianas primitivas. Predicado en la región del Delfinado por Guillaume Farel, su culto encuentra en las cercanías de Montélimar un eco particularmente favorable.
Desde 1560, la Iglesia Reformada de Montélimar es instaurada. Comienzan entonces las guerras de religión durante las cuales Católicos y Protestantes se enfrentan por la posesión de la ciudad. En 1562, la ciudad es tomada y saqueada por las huestes protestantes del barón del Adrets, y la guarnición es masacrada para vengar las matanzas que ocurrieron en la cercana ciudad de Orange. En 1570 los ejércitos protestantes al mando de Coligny asediaron la ciudad, que logró resistir, sobresaliendo la figura de la heroína local, Margot Delaye. La villa permanecería en poder de la Liga Católica hasta su toma por las tropas de François de Bonne en 1587.

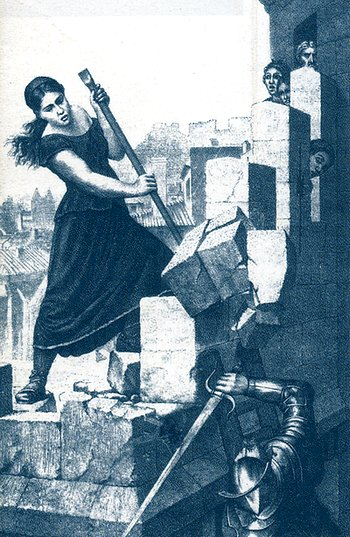
La heroína Margot Delaye, que salvó en 1570 la ciudad de Montélimar.

Es sólo con la promulgación del Edicto de Nantes en 1598 por rey Enrique IV que los protestantes recuperan el derecho a celebrar su culto y a construir sus propios edificios. Del 1599 al 1604, el templo protestante de Montélimar es edificado así. Este período se quedará como el más rico de la historia de la ciudad: Montélimar se hace entonces un centro religioso que irradia en todo el Delfinado.
Pero, las guerras incesantes llevadas por Luis XIV en el siglo XVII marcan la recuperación de los disturbios en la región. Revocando el Edicto de Nantes en 1685, el soberano de Francia sumerge el protestantismo en un siglo de represión. La ciudad se agota ya que entonces cerca de la mitad de sus habitantes y sus artesanos más hábiles huyen las persecuciones católicas.
Montélimar, como ciudad amurallada tiene accesos que son estrictamente vigilados, y es dotada de una prisión imponente transformada más tarde en guarnición militar (el cuartel san-Martin). La Puerta san-Martin, edificada en 1762-1763 bajo Louis XV, es hoy el último testigo de este período de austeridad. Habrá que esperar a principios del siglo XVIII y el apaciguamiento de las tensiones religiosas para ver la ciudad salir del aislacionismo y volver a ser un centro regional de atracciones. Esto también se corresponde con el crecimiento del turrón de Montélimar, "el Nougat", una mezcla de miel y almendras. En el siglo XVII, la introducción de los almendros en la región por parte de Olivier Serre en la région de Montélimar marca el debut de su fabricación. Ofreciendo un montón de Nougats a cada paso de un príncipe, se incrementaá mucho su reputación en todo el país. Por lo tanto, Montélimar se especializa en la producción de turrón, que rápidamente se convirtió en inseparable de su lugar de origen.

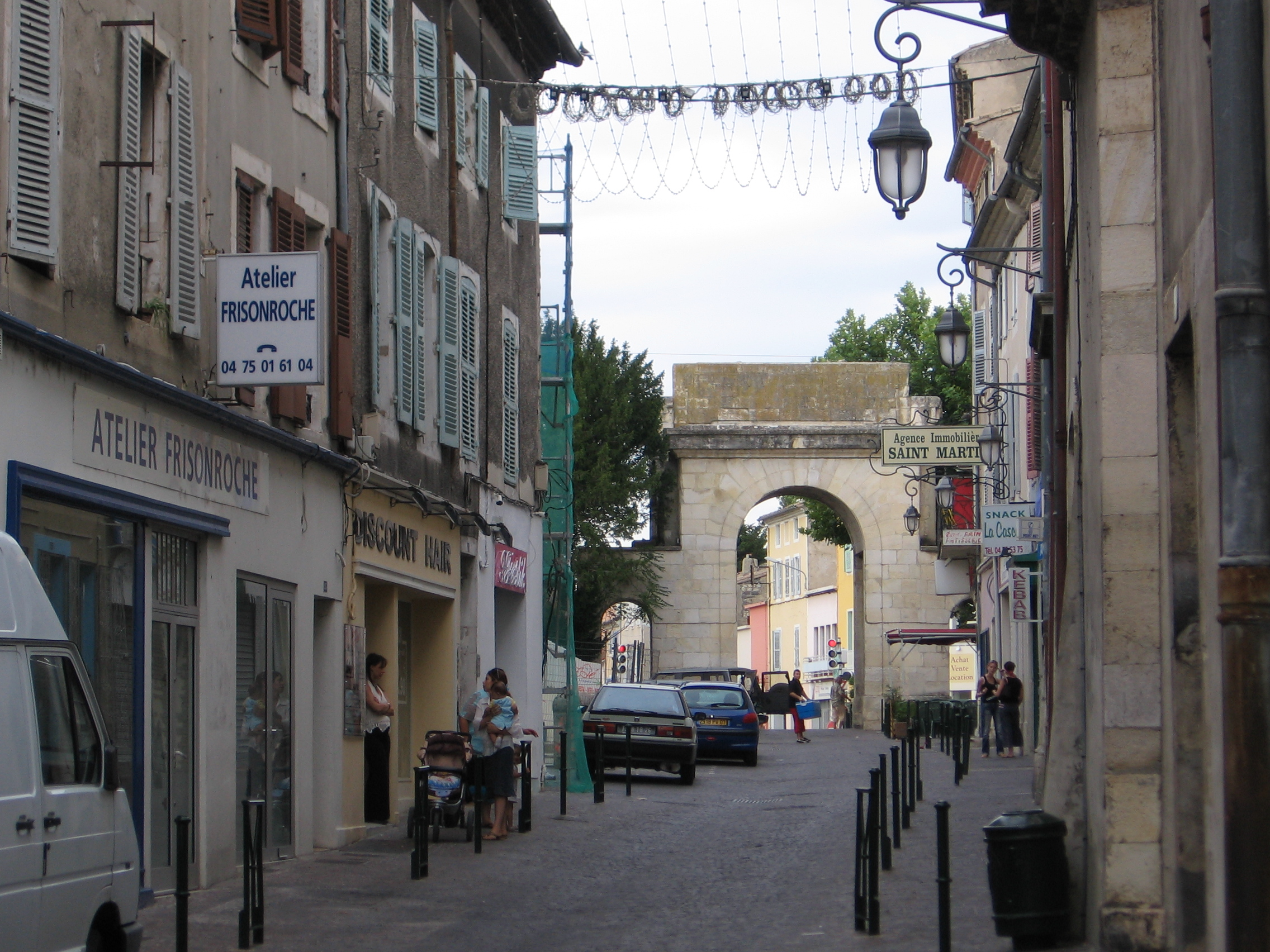
Puerta de Saint Martin

En el siglo XVIII, Montélimar se transforma en la ciudad de negocio y desarrolla una actividad económica singular: la cría del gusano de seda, la hilandería y el comercio de la seda.
La Revolución de 1789 que sigue se celebra aquí con calma y la ciudad acoge con favor las nuevas ideas. Su posición geográfica favorable estimula el comercio gracias a las vías de transporte de carretera y fluvial, haciendo a Montélimar una ciudad importante de la región. En el momento de la constitución de los departamentos por la Asamblea Constituyente en 1790, se presenta candidata con Valencia y Crest para hacerse la cabeza de distrito del nuevo departamento de Drôme, pero obtiene sólo la subprefectura.
Después de la caída de la realeza en 1792, el país de Montélimar es, a ejemplo del mediodía de Francia, el teatro de violencias, de reglamentos de cuenta y de venganzas. Los bandoleros, a menudo antiguos desertores, sembrarán así el espanto hasta 1824.

### SigloXIX
Fue cabeza de distrito de 1790 a 1795 y subprefectura departamental de 1800 a 1926.
En el siglo XIX, la economía de la ciudad no saca provecho de la Revolución industrial y sigue todavía siendo ampliamente agrícola después de 1850. Y la construcción en 1854-1855 del eje de ferrocarril norte-meridional Lyon-Valence-Avignon no modifica en profundidad el paisaje industrial local; las actividades más importantes son la sombrerería y la seda. Sin embargo, es la época en que  Montélimar se abre y aumenta: demolición de las murallas (sólo la Puerta san-Martin, edificada en 1762-1763, se ha conservado); nuevos barrios aparecen en el sur de la ciudad (Aygu). En 1877, Montélimar cuenta con 12.000 habitantes.

### SigloXX

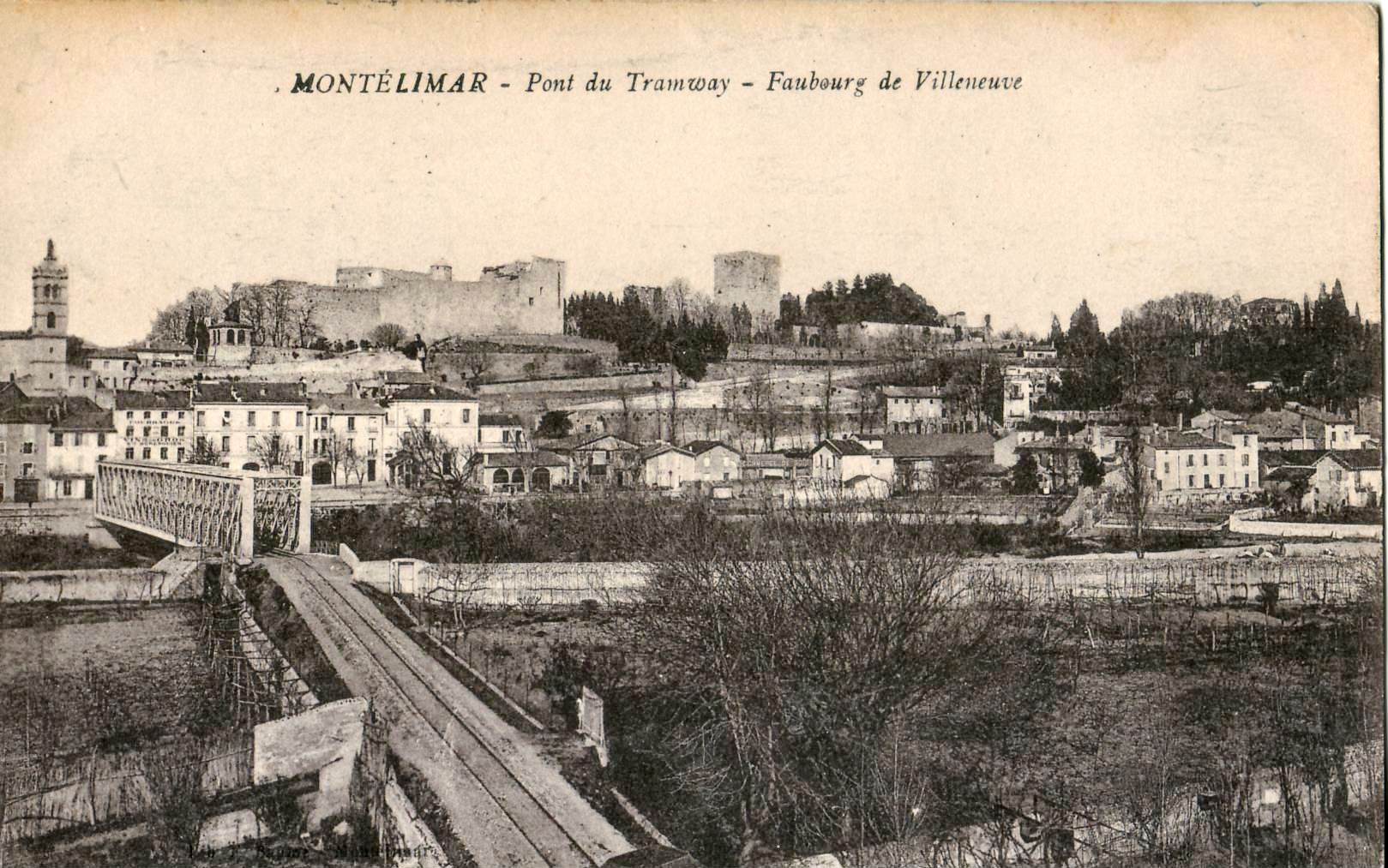
Vista de Montélimar

En el siglo XX, Montélimar no se salva de los conflictos bélicos mundiales. La Primera Guerra Mundial engendra un traumatismo doble: los soldados muertos al combate (el monumento a los muertos de la ciudad tiene en cuenta 400 nombres) y la caída de la industria de la seda, que va a apresurarse durante el intervalo guerras. Durante la 2.ª guerra mundial, 1939-45, la provincia de la Drôme se convierte en un importante foco de la Resistencia contra los nazis, el que las montañas de Vercors protegerán uno de los focos más activos. Y más tarde, después de una furiosa batalla del 21 al 28 de agosto de 1944 en las calles de Montélimar, la ciudad es finalmente liberada por los estadounidenses.
Después de la Segunda Guerra Mundial, en el momento del período de reconstrucción, la puesta en ejecución de grandes obras económicas europeas va a modificar en profundidad las ciudades del valle del Ródano. Una era nueva comienza para Montélimar con desarrollo de los transportes, la autopista A7, el canal del Ródano, el TAV y la energía hidroeléctrica y nuclear. En 1954, la ciudad cuenta a 16.000 habitantes, aproximadamente 30.000 en 1981 y más de 35.0000 hoy. Frente a este crecimiento de la población, la ciudad supo adaptarse multiplicando y modernizando el conjunto de sus infraestructuras.

## Emile Loubet

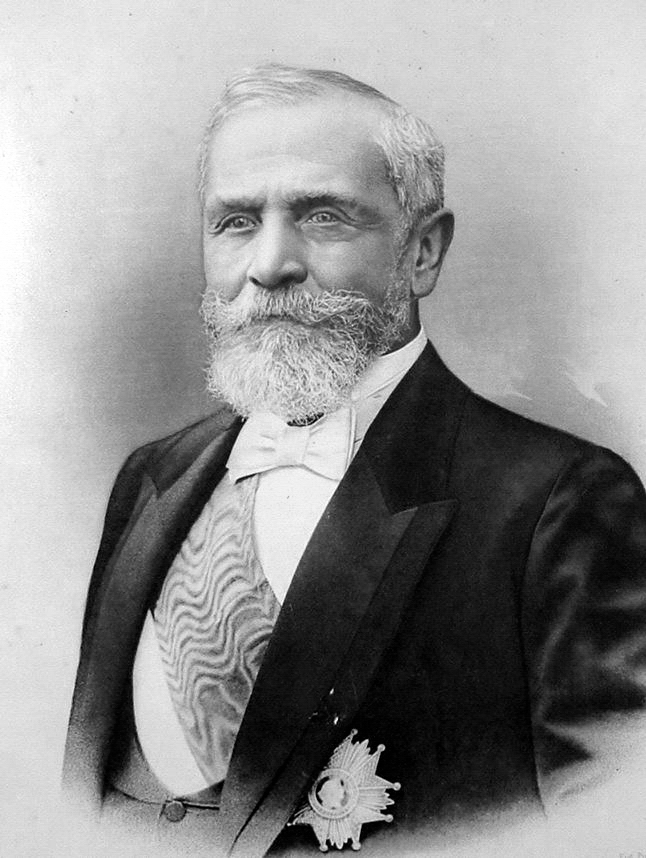
Émile Loubet.

Al principio del siglo XX, Montélimar parece en primer plano político nacional gracias a su alcalde, Émile Loubet, que es elegido Presidente de la República en 1899. Republicano pragmático, Émile Loubet adquiere rápidamente una reputación " de administrador alumbrado, activo y profundamente desinteresado ". Accediendo a la presidencia de la República, corona una carrera política en el curso de la cual sucesivamente habrá ocupado todos los mandatos y envías que ofrece el régimen republicano. Alcalde de Montélimar del 1870 al 1899, elegido diputado en 1876, Émile Loubet ocupa un escaño cerca de la izquierda republicana y participa en los votos de las principales leyes sobre las libertades públicas: libertad de prensa, libertad de reunión, libertad de asociación (ley 1901), grandes leyes escolares (ley sobre la laicidad 1905). Ocupará la silla presidencial hasta 1906.

## Transporte y comunicaciones
La ciudad está situada en el valle del Ródano, que le da fácil acceso a muchos servicios.

### Ferrocarriles
Montélimar tiene una estación de ferrocarril, denominada estación de Montélimar. Hasta la llegada del tren de alta velocidad en el valle del Ródano, algunos trenes de alta velocidad se detuvieron allí. Desde el establecimiento del servicio de tren de alta velocidad son 4 de ida y vuelta diarios a París que están asegurados. La puesta en servicio del TGV Mediterráneo en junio de 2001 vio el nacimiento de un servicio específico para el valle del Ródano, sirviendo a la ciudad de Valencia, Montélimar, Orange, Aviñón, Arlés y Miramas, ya que los TGV a Marsella y Montpellier ahora circulan por una vía alternativa a unos pocos kilómetros al este de la ciudad.

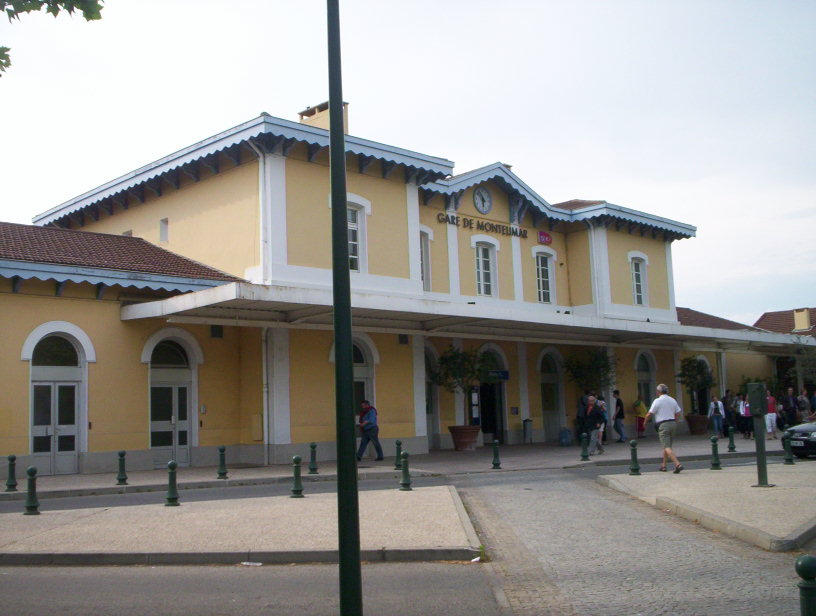
Estación de ferrocarriles de Montélimar.

Una estación propuesta en el TGV Méditerranée existe en Allan (cerca de la salida de la autopista Montélimar-Sud). Esta estación serviría, pues, para los convoyes disponibles en la actualidad en la línea clásica. Sin embargo, las discusiones están en marcha para mejorar los servicios a esta nueva estación (asociación TER, que sirve desde el sur de Ardèche...)... La estación de Montélimar es servido por muchos trenes y tranvías TER registrado con trenes directos Aviñón - Estación de ferrocarril Lyon dar conexión en la ciudad de Valencia con trenes de Valencia - Valencia Annecy - Ginebra, que sirven tanto terminales de Grenoble, Grenoble y Grenoble-Universités-Gier, el último que da acceso directo a las universidades para los estudiantes de la región de Montélimar.

### Autopistas y Carreteras
Montélimar está ubicado en la intersección de la Ruta Nacional 7 (Lyon-Valence / Aviñón, Aix) y la carretera nacional 102 (Aubenas, Le Puy-de-Clermont), una de las principales vía para cruzar las montañas del Macizo Central. Sin embargo, la R.N. 7 es la primera que más ha marcado la ciudad, ya sea por los famosos "colapsos de tráfico" en la década de 1960 o el envasado de turrones tradicionales en una caja en forma de hito kilométrico "N7". La apertura de un circunvalación para el transport camiones de peso pesado tipo "bypass" (más tarde incorporado a la N7) y la autopista A7 en 1968 ha reducido significativamente la congestión circulatoria.

### Transporte interurbano
La ciudad también goza de los servicios de transporte regulares en autobuses interurbanos.

### Transporte urbano
Desde 1988, se ha ido ampliando progresivamenteuna la red de autobuses urbanos. A principios de 2007, esta red llamada "Montélibus" incluía 5 líneas urbanas regulares.

### Canales
La ciudad está situada cerca del río Ródano. La desviación entre Montélimar y Rochemaure Chateauneuf-du-Rhone, construida en la década de 1950, ha contribuido a la navegabilidad del Ródano. Aunque se construyó un muelle a lo largo del canal, el uso de la vía navegable sigue siendo bajo.

### Aeródromo
Dispone de un campo de aviación para naves de turismo en Montélimar-Ancona (noroeste de la ciudad). Es particularmente conocido por su "Museo Europeo de la Aviación de Caza", su gran actividad U.L-M., con el primer centro de Ulm de Francia y el segundo constructor mundial ULM pendular: DTA.

## El Nougat de Montélimar

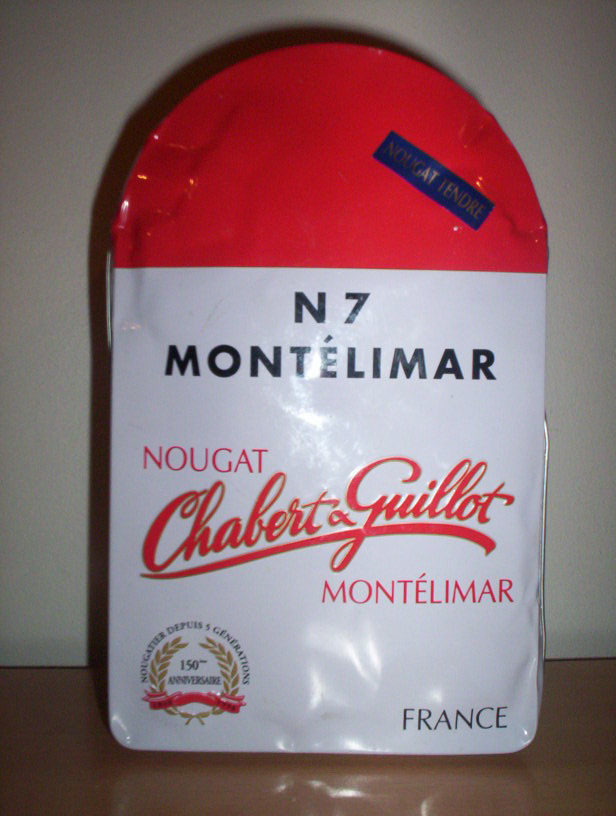
Nougat de Montélimar

## Cultura
El Museo efímero
El Museo de arte contemporáneo San Martín abrió sus puertas en 2008 en el seno de la casa de los servicios públicos. A su origen se encuentra el Museo Efímero creado en 2003 en las paredes del antiguo cuartel Santo Martin hoy rehabilitado en un nuevo barrio. Después, en este marco, la ciudad de Montélimar organiza una exposición estival de fama alrededor de grandes nombres del arte contemporáneo: Tàpies, César, klasen, Vélickovic … Todos es también la ocasión descubrir el arte en la calle gracias a la instalación de esculturas monumentales instaladas en el corazón de ciudad.

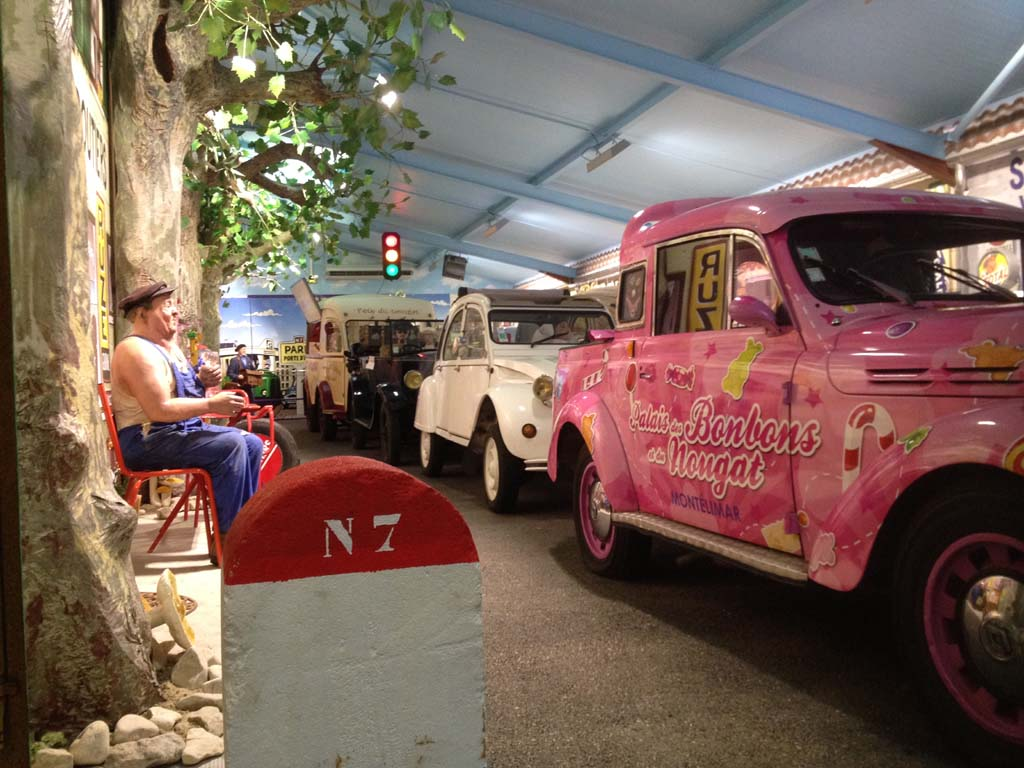
Mémoire de la Route Nationale

Palacio de los bombones y el nougat (turrón). Espacio dedicado a bombones y al famoso turrón de Montélimar. Tiene un espacio dedicado a la Carretera Nacional 7 (de París a Italia), que pasaba antiguamente por el centro de la ciudad.
El Museo de la Miniatura
Anidado en una antigua capilla del centro de la ciudad, el museo de la Miniatura le invita a descubrir las riquezas del arte miniaturista. Certificando como " Museo de Francia ", el sitio presenta una colección permanente que vuelve a trazar la historia de la miniatura (iluminaciones, pinturas, esculturas sobre marfil, microminiaturas, casas de muñeca). Exposiciones temáticas tienen que descubrir cada año.
Museo de microminiatura de Anatoly Konenko
Anatoly Konenko nació en Ural (Rusia) en 1954. Es el primero que crea microminiaturas bajo su microscopio en 1981. Después de haber explorado largamente la pintura sobre grano de arroz o de adormidera, se lanza a la copia de obras maestras a la escala microscópica. Sus trabajos de miniaturización también se atan las obras literarias y, en 1996, consigue retranscribir El Camaleón, de Chéjov sobre una superficie de 0.9 mm².
La casa de las muñecas
Esta tradición nació, hacia 1600, en la ciudad protestante de Núremberg. Usad comomedio de educar a las chicas de las familias de la alta sociedad, la casa de muñeca sigue las migraciones de sus propietarios hacia Holanda, Suiza, Inglaterra luego los Estados Unidos de América. El mobiliario y los accesorios, las reducciones de modelos de talla normal, responden a reglas muy precisas: escala 1/12 y materiales auténticos; todo debe funcionar (cajones, llaves, etc) La inmensa mayoría de las piezas presentadas en el museo son depósitos del Club de la Miniatura francesa.
Los retratos en miniatura
En el curso de los escaparates, el Museo invita a un viaje en el tiempo y el espacio, que tiene como punto de partida Europa occidental. La pintura miniatura nace en Europa a la Edad Media con la iluminación de los manuscritos y se desarrolla hasta el XIX, esencialmente por el retrato sobre marfil. El viaje se prosigue en Oriente, que desarrolla desde hace tiempo una tradición de la miniatura, mayoritariamente escultural: piezas de las épocas Ah y Tang para China y de Era Meiji para Japón son expuestas aquí.
La Sala de Honor del Ayuntamiento de la Ciudad
La Sala de Honor del Hotel de Ciudad (Ayuntamiento) es una sala de exposiciones destinada a acoger las exposiciones de las asociaciones locales y de los pintores aficionados o profesionales. Para exponer en esta sala basta con enviar una demanda escrita. La disposición de la sala es gratuita, pero cada expositor toma a su cargo la comunicación y la guardia de su exposición.
Museo Europeo de la aviación de combate de Montélimar: ubicado en Chemin Aerodrome - Chemin Aerodrome 26200 Montélimar
El centro de arte espacio Chabrillan: es una antigua capilla del XVII hoy rehabilitado en sala de exposiciones.

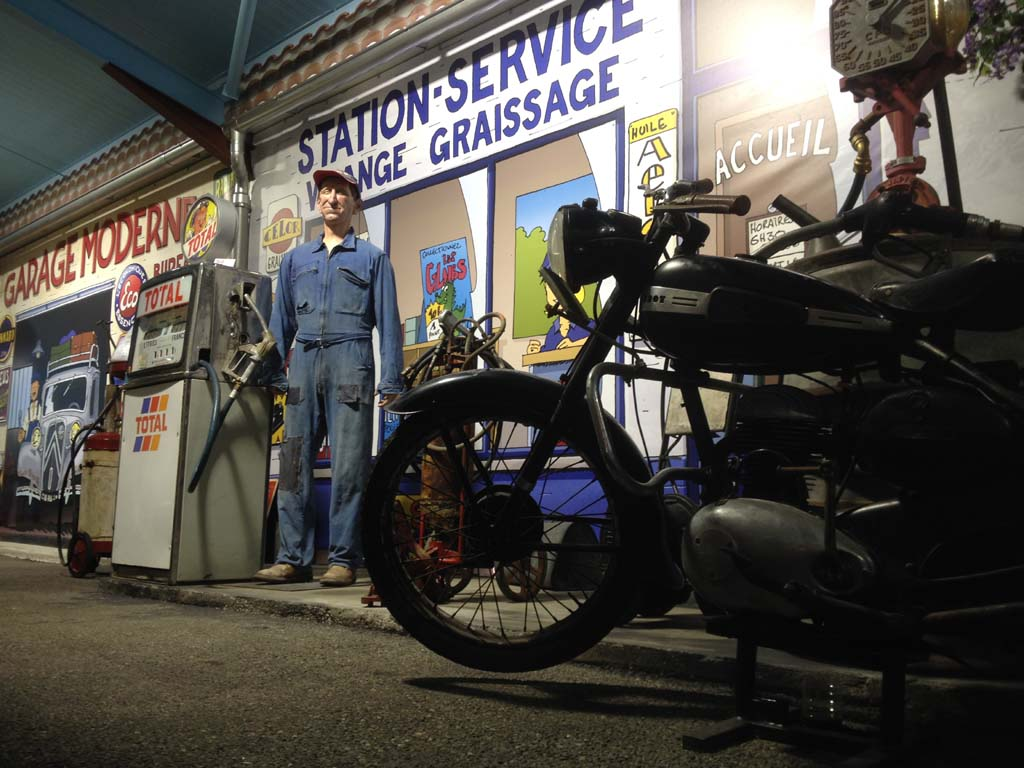
Station sur la Route Nationale 7 dans la Drôme

Otros lugares y servicios culturales
- El Castillo de Adhemar - Centro de Arte Contemporáneo
- La mediateca Mauricio pico
- La Oficina de Turismo
- El conservatorio de música y de teatro
- Auditorio Michel Petrucciani
- Cinema de arte y ensayo "Les Templiers" (los Templarios)

## Deporte y ocio
Centro acuático Aloha: ubicado a 111 avenue Jean Jaurès - Montélimar
La base de ocio en Montélimar
Horarios de apertura de la base de ocio de Montmeillan:
- Del 1 de septiembre al 31 de mayo de las 8 a las 19 horas
- Del 1 de junio al 31 de agosto de las 6 a las 22 horas
Superficie de aproximadamente 10 ha entre las que están 6 ha de estanque. Abierta libremente al público, su frecuentación es familiar y deportiva (pesca, trayecto de salud y de orientación,  minigolf, zapatilla de deporte, fútbol, terreno de petancas, baño vigilado durante el verano).
Polideportivo Halle des Sports Les Alexis; ubicado al Chemin des Deux Saisons 26200 Montélimar
Centro equestre  ubicado al quart Ile Montmeillan 26200 MONTÉLIMAR
Estadios:
- Stade Bagatelle:  ubicado Quartier Bagatelle 26200 Montélimar
- Stade de Beaulieu: ubicado Route d\'Espeluche 26200 Montélimar
- Stade de l'Hippodrome: ubicado Route d\'Espeluche 26200 Montélimar
- Stade Tropenas ubidado: route de Marseille 26200 Montélimar

## Lugares y monumentos

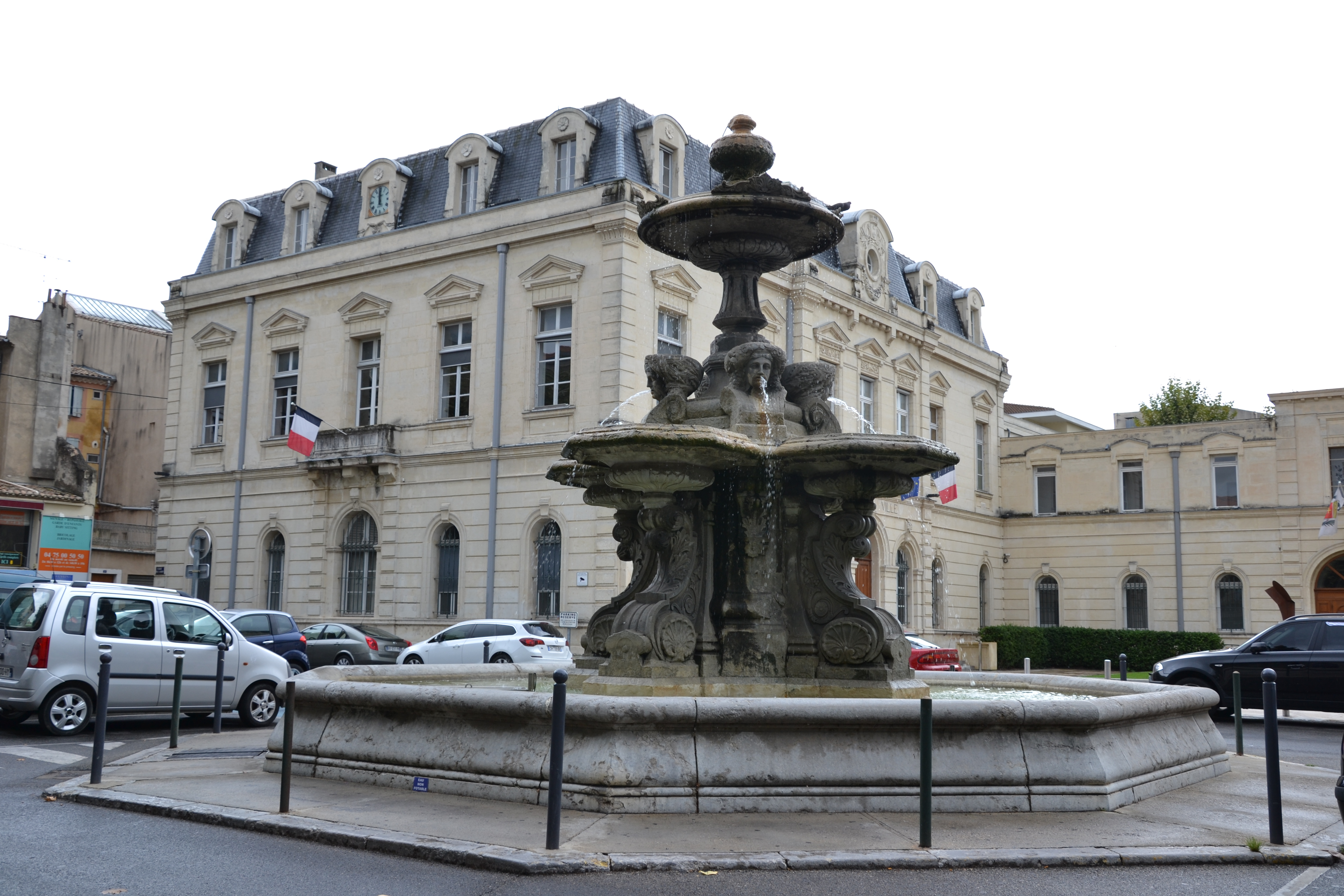
Ayuntamiento de Montélimar.

- El palacio de los bonbons y del turrón "nougat" - Le palais des Bonbons et du Nougat
- El castillo de Adhémar - Le château des Adhémar
- La Torre de Narbona - La tour de Narbonne

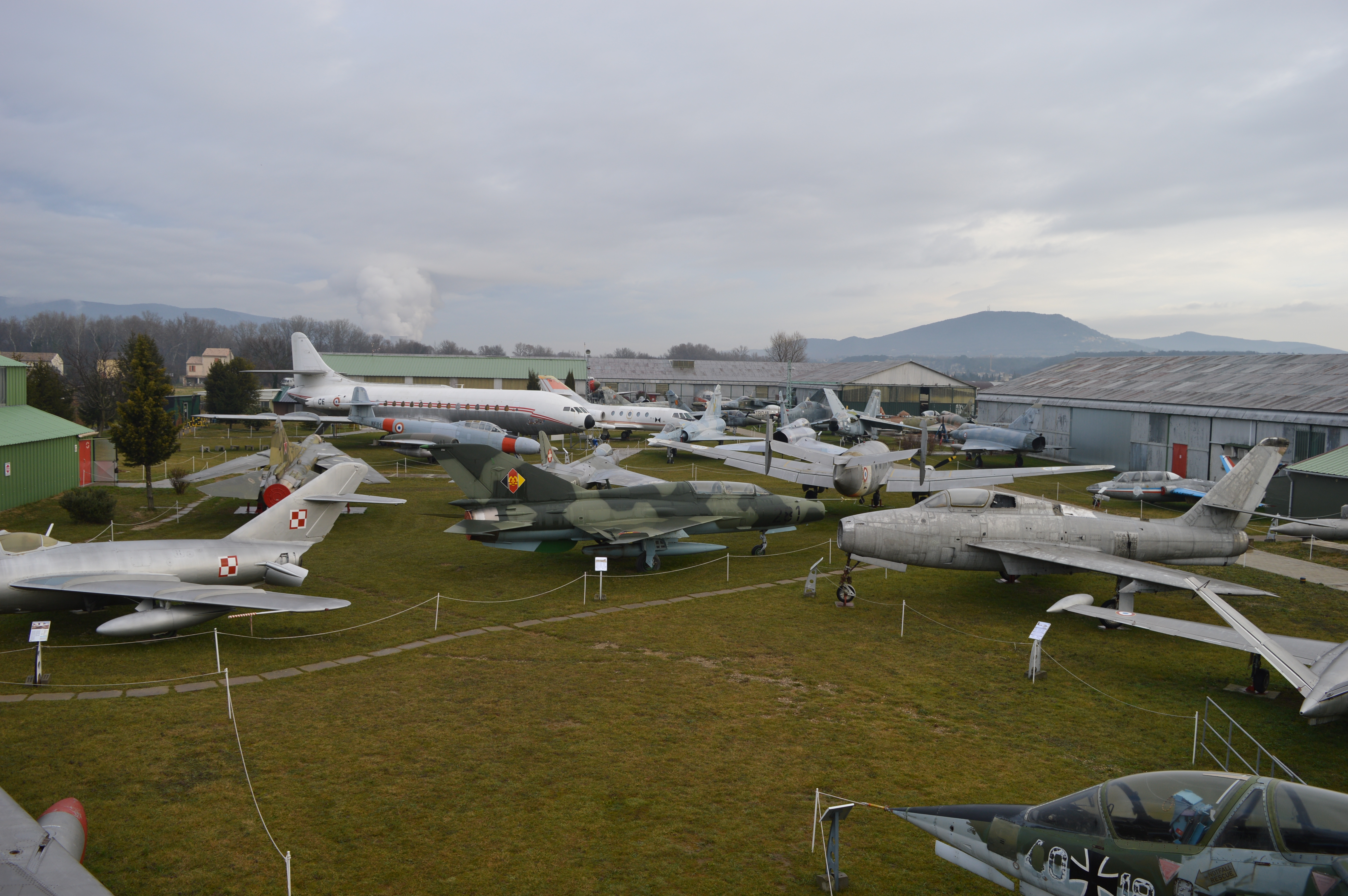
Museo de la aviación de combate, de Montélimar.

- La puerta de San Martín - La porte Saint-Martin
- La casa llamada de Diana de Poitiers - Maison dite Diane de Poitiers
- Museo de la Miniatura - Musée de la Miniature
- Centro de Arte Contemporáneo, en el castillo de los Adhémar - Centre d'art contemporain (dans le château des Adhémar)
- El templo de Montélimar - Le temple de Montélimar
- La estación de ferrocarril - La gare de Montélimar
- El Museo de la aviación de combate de Montélimar
- La Capilla de Nuestra Señora de la Rosa - La chapelle Notre-Dame de la Rose. (estilo románico de los siglos XII ‑ XIII, ubicada cerca de la Puerta de San Martín. Fachada barroca del siglo XVII.